# Clovia dryas
Clovia dryas är en insektsart som beskrevs av George Willis Kirkaldy 1905. Clovia dryas ingår i släktet Clovia och familjen spottstritar. Inga underarter finns listade i Catalogue of Life.